# Матчи женской сборной России по волейболу 2021
В 2021 году женская сборная России по волейболу приняла участие в трёх официальных турнирах, проводимых под эгидой ФИВБ и ЕКВ.
В 2020 сборная России в официальных соревнованиях не выступала из-за их отмены и переноса по причине пандемии COVID-19. 

## Турниры и матчи

### Лига наций
Римини (Италия).
| 25 мая. Россия — Германия 3:0 (25:21, 25:22, 25:19). Предварительный этап. 1-й тур. |
| ----------------------------------------------------------------------------------- |

Россия: Королёва (8 очков), Гончарова (20), Старцева (3), Фетисова, Кошелева (11), Воронкова (14), Т.Зайцева — либеро, Пилипенко — либеро. Выход на замену: Федоровцева, Капустина, Смирнова, Бровкина, Малыгина.

Германия: Имоуду, Яниска, Древнёк, Ортман, Шёльцель, Вайтцель, Погани — либеро. Выход на замену: Поль, Кестнер, Ваньяк, Альсмайер.
| 26 мая. Россия — Бельгия 3:2 (23:25, 21:25, 25:19, 25:19, 15:8). Предварительный этап. 1-й тур. |
| ----------------------------------------------------------------------------------------------- |

Россия: Королёва (11), Гончарова (24), Старцева (3), Фетисова (3), Кошелева (12), Воронкова (17), Пилипенко — либеро, Т.Зайцева — либеро. Выход на замену: Горбунова, Матвеева, Капустина (2), Федоровцева (10), Бровкина, Малыгина.

Бельгия: Херботс, Гийомс, ван Гестел, Собольска, И.ван де Вивер, ван Авермат, Рампелберг — либеро. Выход на замену: Страгир, Лемменс, Гилсон, Ю.ван де Вивер.
| 27 мая. Россия — Нидерланды 1:3 (14:25, 22:25, 25:23, 20:25). Предварительный этап. 1-й тур. |
| -------------------------------------------------------------------------------------------- |

Россия: Королёва (1), Гончарова (3), Старцева (1), Фетисова, Кошелева (1), Воронкова, Т.Зайцева — либеро, Пилипенко — либеро. Выход на замену: Федоровцева (18), Е.Лазарева (2), Смирнова (18), Капустина (6), Бровкина (7), Малыгина (6).

Нидерланды: Бёйс, Бонгартс, Байенс, Далдероп, Тиммерман, Дамбринк, Схот — либеро. Выход на замену: де Зварт, Коревар, Яспер.
| 31 мая. Россия — Италия 3:0 (26:24, 25:23, 27:25). Предварительный этап. 2-й тур. |
| --------------------------------------------------------------------------------- |

Россия: Королёва (6), Гончарова (10), Старцева (1), Фетисова (5), Кошелева (11), Воронкова (3), Пилипенко — либеро, Т.Зайцева — либеро. Выход на замену: Федоровцева (18), Капустина, Смирнова.

Италия: Бозио, Гуэрра, Нвакалор, Лубиан, Маццаро, Д’Одорико, Ферсино — либеро, Ди Бортоли — либеро. Выход на замену: Мелли, Оморуйи, Бонифачо, Мингарди.
| 1 июня. Россия — Бразилия 0:3 (20:25, 11:25, 18:25). Предварительный этап. 2-й тур. |
| ----------------------------------------------------------------------------------- |

Россия: Малыгина (2), Федоровцева (7), Королёва (1), Е.Лазарева, Пипунырова, Смирнова (8), Пилипенко — либеро, Т.Зайцева — либеро. Выход на замену: Матвеева, Капустина, Кошелева (6), Воронкова (6), Бровкина (3).

Бразилия: К.Гаттас, Макрис, Габи, Тандара, Карол, Фе Гарай, К.Брайт — либеро. Выход на замену: Дани Линс, Шейла, Лоренн.
| 2 июня. Россия — Япония 0:3 (20:25, 21:25, 21:25). Предварительный этап. 2-й тур. |
| --------------------------------------------------------------------------------- |

Россия: Королёва (6), Гончарова (13), Старцева (3), Фетисова (6), Кошелева (6), Воронкова (11), Пилипенко — либеро. Выход на замену: Федоровцева (4), Матвеева, Смирнова.

Япония: Кураго, Кога, Араки, Исикава, Ямада, Мамии, Иноуэ — либеро. Выход на замену: Тасиро, Хаяси.
| 6 июня. Россия — Доминиканская Республика 3:2 (25:18, 21:25, 25:20, 22:25, 15:8). Предварительный этап. 3-й тур. |
| --- |

Россия: Федоровцева (20), Королёва (10), Гончарова (31), Старцева, Фетисова (4), Воронкова (19), Пилипенко — либеро. Выход на замену: Матвеева, Смирнова, Бровкина.

Доминиканская Республика: Варгас, Марте Фрика, Ривера, де ла Крус, Б.Мартинес, Дж.Мартинес, Кастильо — либеро. Выход на замену: Пенья, Родригес, Л.Мартинес, Домингес, Мамбру.
| 7 июня. Россия — Таиланд 3:1 (25:14, 18:25, 25:14, 25:20). Предварительный этап. 3-й тур. |
| ----------------------------------------------------------------------------------------- |

Россия: Федоровцева (20), Королёва (11), Гончарова (19), Матвеева (7), Фетисова (10), Воронкова (6), Пилипенко — либеро. Выход на замену: Е.Лазарвеа, Смирнова (7), Пипунырова, Бровкина (2).

Таиланд: Тинкао,Ситтирак, Чуэвулим, Хьяпха, Кантонг, Пиампонгсан, Панной — либеро, Апиньяпонг — либеро. Выход на замену: Чайсри, Томком, Краузе, Нилапа, Чуангчан, Нуанчам.
| 8 июня. Россия — Турция 2:3 (22:25, 25:22, 18:25, 25:18, 7:15). Предварительный этап. 3-й тур. |
| ---------------------------------------------------------------------------------------------- |

Россия: Федоровцева (13), Королёва (8), Гончарова (14), Матвеева, Фетисова (12), Воронкова (10), Пилипенко — либеро, Горбунова — либеро. Выход на замену: Старцева (1), Смирнова (12), Пипунырова (1), Бровкина, Е.Лазарева.

Турция: Озбай, Шеноглу, Исмаилоглу, Эрдем-Дюндар, Гюнеш, Каракурт, Шебнем-Акёз — либеро. Выход на замену: Баладын, Айдемир-Акйол, Боз, Чалышкан-Акман.
| 12 июня. Россия — Южная Корея 3:0 (25:23, 25:17, 25:17). Предварительный этап. 4-й тур. |
| --------------------------------------------------------------------------------------- |

Россия: Федоровцева (12), Королёва (7), Гончарова (9), Старцева (3), Фетисова (4), Воронкова (18), Подкопаева — либеро. Выход на замену: Смирнова (4), Пипунырова, А.Лазарева (3), Е.Лазарева, Бровкина (2).

Южная Корея: Ан Хе Чжин, Пак Ын Чжин, Ким Ён Гун, Пак Чжон А, Ян Хё Чжин, Чжон Чжи Юн, О Чжи Ён — либеро. Выход на замену: Ли Со Ён, Юк Со Ён, Хан Сон И, Ли Да Ён, Ым Хе Сон, Пё Сын Чжу.
| 13 июня. Россия — Канада 3:0 (25:15, 25:12, 25:14). Предварительный этап. 4-й тур. |
| ---------------------------------------------------------------------------------- |

Россия: Федоровцева (16), Королёва (9), Гончарова (7), Старцева (2), Фетисова (6), Кошелева (9), Подкопаева — либеро. Выход на замену: Смирнова (2), А.Лазарева (4), Матвеева (1), Пипунырова.

Канада: Смит, ван Бускирк, Огомс, Хоу, Джозеф, Ливингстон, Баджен — либеро, Снейп — либеро. Выход на замену: Грей, Митрович, Робитайл, Остин, Уайт.
| 14 июня. Россия — Сербия 3:0 (25:8, 25:17, 25:23). Предварительный этап. 4-й тур. |
| --------------------------------------------------------------------------------- |

Россия: Королёва (11), Гончарова (8), Старцева (2), Фетисова (5), Кошелева (3), Воронкова (9), Подкопаева — либеро, Пилипенко — либеро. Выход на замену: Е.Лазарева (2), А.Лазарева (5), Смирнова (4), Федоровцева (12), Пипунырова (1).

Сербия: Якшич, Кочич, Лозо, Маркович, Савич, Мирославлевич, Джурджевич — либеро, Гочанин — либеро. Выход на замену: Узелац, Джорджевич, Букилич, Медич, Делич.
| 18 июня. Россия — Китай 0:3 (18:25, 23:25, 16:25). Предварительный этап. 5-й тур. |
| --------------------------------------------------------------------------------- |

Россия: Федоровцева (9), Королёва (5), Гончарова (14), Старцева, Фетисова (1), Воронкова (13), Подкопаева — либеро. Выход на замену: Матвеева, А.Лазарева (1), Кошелева (3), Смирнова, Пипунырова.

Китай: Юань Синьюэ, Чжу Тин, Гун Санъюй, Ли Инъин, Дин Ся, Янь Ни, Ван Мэнцзе — либеро. Выход на замену: Яо Ди, Лю Яньхань.
| 19 июня. Россия — США 1:3 (21:25, 27:25, 23:25, 15:25). Предварительный этап. 5-й тур. |
| -------------------------------------------------------------------------------------- |

Россия: Федоровцева (14), Королёва (10), Гончарова (13), Старцева (4), Фетисова (4), Воронкова (13), Подкопаева — либеро, Пилипенко — либеро. Выход на замену: Матвеева, Смирнова (2), Бровкина (4), А.Лазарева (1), Кошелева (3).

США: Поултер, Ларсон, Дрюс, Вашингтон, Робинсон, Огбогу, Хилл — либеро. 
| 20 июня. Россия — Польша 2:3 (17:25, 25:20, 16:25, 25:22, 7:15). Предварительный этап. 5-й тур. |
| ----------------------------------------------------------------------------------------------- |

Россия: Федоровцева (17), Королёва (17), А.Лазарева (9), Старцева, Фетисова (2), Воронкова (13), Подкопаева — либеро, Пилипенко — либеро. Выход на замену: Матвеева (2), Смирнова (6), Бровкина (7), Кошелева (4), Пипунырова.

Польша: Алагерская, Стысяк, Ефименко, Лукасик, Венерская, Гурецкая, Стензель — либеро, Ягла — либеро. Выход на замену: Новицкая, Чирняньская, Конколевская.
Розыгрыш Лиги наций прошёл в одном городе — итальянском Римини. В большинстве матчей турнира сборная России выступала в оптимальном составе, но в 15 матчах смогла одержать только 8 побед и заняла 8-е место, не выйдя в финальную стадию. 

### Олимпийские игры
Токио (Япония)
| 25 июля. Россия — Италия 0:3 (23:25, 19:25, 14:25). Предварительный этап. Группа «B» |
| ------------------------------------------------------------------------------------ |

Россия: Королёва (7 очков), Гончарова (6), Федоровцева (10), Старцева (1), Фетисова (3), Воронкова (7), Подкопаева — либеро. Выход на замену: А.Лазарева (1), Смирнова, Пилипенко, Енина, Матвеева.

Италия: Малинов, К.Бозетти, Данези, Фар, Пьетрини, Эгону, Ди Дженнаро — либеро. Выход на замену: Сорокайте, Кирикелла, Орро.
| 27 июля. Россия — Аргентина 3:0 (25:19, 25:15, 25:13). Предварительный этап. Группа «B» |
| --------------------------------------------------------------------------------------- |

Россия: Королёва (8), Гончарова (17), Федоровцева (12), Старцева (2), Фетисова (6), Воронкова (11), Подкопаева — либеро. Выход на замену: А.Лазарева (2), Смирнова, Пилипенко, Матвеева, Енина.

Аргентина: Родригес, Низетич, Ласкано, Фарриоль, Майер, Меркадо, Риццо — либеро. Выход на замену: Фортуна, Херманьер, Булайх, Носач, Эррера.
| 29 июля. Россия — Китай 3:2 (25:17, 23:25, 20:25, 27:25, 15:12). Предварительный этап. Группа «B» |
| ------------------------------------------------------------------------------------------------- |

Россия: Королёва (6), Гончарова (27), Федоровцева (28), Старцева (1), Фетисова (5), Воронкова (26), Подкопаева — либеро. Выход на замену: Пилипенко, Матвеева, А.Лазарева, Смирнова, Енина (1).

Китай: Юань Синьюэ, Чжу Тин, Гун Сянъюй, Чжан Чаннин, Дин Ся, Ян Ни, Ван Мэнцзе — либеро. Выход на замену: Ли Инъин, Яо Ди, Лю Яньхань, Ван Юаньюань.
| 31 июля. Россия — США 3:0 (25:20, 25:12, 25:19). Предварительный этап. Группа «B» |
| --------------------------------------------------------------------------------- |

Россия: Королёва (7), Гончарова (26), Федоровцева (13), Старцева (4), Фетисова (5), Воронкова (11), Подкопаева — либеро. Выход на замену: Смирнова, Матвеева, А.Лазарева.

США: Поултер, Ларсон, Томпсон, Барч-Хакли, Акинрадево, Вашингтон, Вонг-Орантес — либеро. Выход на замену: Хилл, Робинсон, Огбогу, Хэнкок, Дрюс.
| 2 августа. Россия — Турция 2:3 (25:21, 23:25, 23:25, 25:15, 10:15). Предварительный этап. Группа «B» |
| --- |

Россия: Королёва (10), Гончарова (18), Федоровцева (19), Старцева (2), Фетисова (7), Воронкова (20), Подкопаева — либеро. Выход на замену: Пилипенко, Смирнова (1), А.Лазарева (1), Матвеева (1).

Турция: Баладын, Исмаилоглу, Айдемир-Акйол, Боз, Эрдем-Дюндар, Гюнеш, Шебнем-Акёз — либеро. Выход на замену: Озбай, Каракурт, Шеноглу, Эрджан.
| 4 августа. Россия — Бразилия 1:3 (25:23, 21:25, 19:25, 22:25). Четвертьфинал |
| ---------------------------------------------------------------------------- |

Россия: Королёва (14), Гончарова (11), Федоровцева (20), Старцева, Фетисова (6), Воронкова (18), Подкопаева — либеро. Выход на замену: Матвеева, Смирнова, А.Лазарева, Енина (3).

Бразилия: К.Гаттас, Роберта, Габи, Тандара, Карол, Фе Гарай, К.Брайт — либеро. Выход на замену: Розамария, Макрис, Наталия.
На перенесённых на год Олимпийских играх российская сборная выступала под флагом Олимпийского комитета России. На предварительной стадии российские волейболистки одержали три победы, в том числе над командами Китая и США, но поражение в заключительном матче группового этапа от сборной Турции оставило россиянок лишь на 4-м месте в своей группе и вывело их в четвертьфинале на сборную Бразилии, которой проиграла 1:3. Как и на предыдущих трёх Олимпиадах выступление сборной России закончилось именно на стадии 1/4-финала.

### Чемпионат Европы
| 20 августа. Белград (Сербия). Россия — Франция 3:1 (25:19, 14:25, 25:20, 25:18). Предварительный этап. Группа «А» |
| --- |

Россия: Матвеева (7 очков), Федоровцева (15), Бровкина, А.Лазарева (14), Смирнова (22), Енина (1), Пилипенко — либеро, Т.Зайцева — либеро. Выход на замену: Котова (3), Старцева, Кадочкина, Капустина (1).

Франция: Казот, Стоилькович, Жикёйль, Саже-Вейдер, Сильвес, Ротар, Жардино — либеро, Гелен — либеро. Выход на замену: Элуга, Респо.
| 22 августа. Белград (Сербия). Россия — Азербайджан 3:0 (25:16, 25:17, 25:13). Предварительный этап. Группа «А» |
| --- |

Россия: Котова (6), Матвеева (1), Федоровцева (24), А.Лазарева (11), Смирнова (8), Енина (9), Пилипенко — либеро, Т.Зайцева — либеро. Выход на замену: Старцева, Капустина (1), Кадочкина (1).

Азербайджан: Мерцалова, Байдюк, Бесман, Степаненко, Павленко, Кирилюк, Каримова — либеро, И.Алиева — либеро. Выход на замену: Дорошенко, Алишанова, Б.Алиева, Харченко.
| 23 августа. Белград (Сербия). Россия — Бельгия 2:3 (31:29, 25:21, 13:25, 22:25, 11:15). Предварительный этап. Группа «А» |
| --- |

Россия: Котова (3), Федоровцева (28), А.Лазарева (19), Старцева (1), Смирнова (17), Енина (6), Пилипенко — либеро, Т.Зайцева — либеро. Выход на замену: Матвеева (3), Кадочкина (5), Капустина (1).

Бельгия: Херботс, Гийомс, ван Гестел, Собольска, Янсенс, И.ван де Вивер, Рампелберг — либеро. Выход на замену: Лемменс, ван Сас, ван Авермат.
| 25 августа. Белград (Сербия). Россия — Сербия 2:3 (22:25, 19:25, 25:16, 26:24, 10:15). Предварительный этап. Группа «А» |
| --- |

Россия: Котова (8), Матвеева (4), Федоровцева (19), А.Лазарева (8), Смирнова (11), Енина (5), Пилипенко — либеро, Т.Зайцева — либеро. Выход на замену: Кадочкина (17), Старцева (1), Капустина (2), Бровкина (4).

Сербия: Буша, М.Попович, Огненович, Рашич, Бошкович, Миленкович, С.Попович — либеро, Благоевич — либеро. Выход на замену: Миркович, Лазович, Белица, Царич.
| 26 августа. Белград (Сербия). Россия — Босния и Герцеговина 3:0 (25:12, 25:20, 25:19). Предварительный этап. Группа «А» |
| --- |

Россия: Матвеева (4), Федоровцева (11), Бровкина (7), А.Лазарева (10), Капустина (14), Енина (6), Пилипенко — либеро, Т.Зайцева — либеро. Выход на замену: Кадочкина (4), Смирнова (1).

Босния и Герцеговина: Параджик, Божич, Радишкович, Селимович, Бабич, Д.Бошкович, Ивкович — либеро, Рашидович — либеро. Выход на замену: Драгутинович, Радович, Джапа, Хаджич, Клопич.
| 30 августа. Белград (Сербия). Россия — Беларусь 3:1 (27:25, 25:20, 19:25, 25:23). 1/8-финала |
| -------------------------------------------------------------------------------------------- |

Россия: Котова (4), Матвеева (1), Федоровцева (20), А.Лазарева, Смирнова (7), Енина (4), Пилипенко — либеро, Т.Зайцева — либеро. Выход на замену: Старцева (1), Кадочкина (16), Капустина (15), Бровкина (3).

Беларусь: Столяр, Владыко, Климец, Костючик, Лопато, Давыскиба, Федоринчик — либеро, Панасенко — либеро. Выход на замену: Кононович, Маркевич, Гарелик.
| 1 сентября. Белград (Сербия). Россия — Италия 0:3 (20:25, 8:25, 15:25). Четвертьфинал |
| ------------------------------------------------------------------------------------- |

Россия: Федоровцева (7), Бровкина (2), Старцева (1), Кадочкина (5), Капустина (4), Енина (4), Пилипенко — либеро, Т.Зайцева — либеро. Выход на замену: Матвеева (2), Смирнова (2), Котова (5), А.Лазарева (1).

Италия: Орро, Кирикелла, Данези, Пьетрини, Силла, Эгону, Ди Дженнаро — либеро. Выход на замену: Паррокьяле.
На континентальное первенство, стартовавшее спустя две недели после Олимпийских игр, сборная России отправилась без 5 основных игроков олимпийского состава. Были освобождены от поездки в Белград (где российская команда провела все 7 сыгранных на турнире матчей) Гончарова, Воронкова, Королёва, Фетисова и Подкопаева. Вновь, как и на двух предыдущих чемпионатах Европы, сборная России остановилась на четвертьфинальной стадии, проиграв команде Италии. 

## Итоги
Всего на счету сборной России в 2021 году 28 официальных матчей. Из них выиграно 15, проиграно 13. Соотношение партий 58:48. Соперниками россиянок в этих матчах были национальные сборные 20 стран.
| Турнир           | И  | В | П | С/О   | Место |
| ---------------- | -- | - | - | ----- | ----- |
| Лига наций       | 15 | 8 | 7 | 30:26 | 8-е   |
| Олимпийские игры | 6  | 3 | 3 | 12:11 | 5—8-е |
| чемпионат Европы | 7  | 4 | 3 | 16:11 | 5—8-е |

## Состав
В скобках после количество игр указано число матчей, проведённых волейболисткой в стартовом составе + в качестве либеро.
| №    | Игрок                | Год рождения | Амплуа      | Клуб               | Турниры и игры | Турниры и игры | Турниры и игры | Всего матчей | Очки |
| №    | Игрок                | Год рождения | Амплуа      | Клуб               | ЛН             | ОИ             | ЧЕ             | Всего матчей | Очки |
| ---- | -------------------- | ------------ | ----------- | ------------------ | -------------- | -------------- | -------------- | ------------ | ---- |
| 1    | Елизавета Котова     | 1998         | центральная | «Уралочка-НТМК»    |                |                | 6 (4)          | 6 (4)        | 29   |
| 2    | Дарья Малыгина       | 1994         | центральная | «Тулица»           | 4 (1)          |                |                | 4 (1)        | 8    |
| 4    | Дарья Пилипенко      | 1990         | либеро      | «Енисей»           | 12 (0+12)      | 4              | 7 (0+7)        | 23 (0+19)    | 0    |
| 5,10 | Арина Федоровцева    | 2004         | нападающая  | «Фенербахче»       | 15 (9)         | 6 (6)          | 7 (7)          | 28 (22)      | 416  |
| 6    | Ирина Королёва       | 1991         | центральная | «Динамо-Ак Барс»   | 15 (15)        | 6 (6)          |                | 21 (21)      | 173  |
| 8    | Наталия Гончарова    | 1989         | нападающая  | «Динамо» М         | 13 (13)        | 6 (6)          |                | 19 (19)      | 290  |
| 9    | Валерия Горбунова    | 2003         | нападающая  | «Липецк»           | 2 (0+1)        |                |                | 2 (0+1)      | 0    |
| 10,5 | Полина Матвеева      | 2002         | связующая   | «Заречье-Одинцово» | 10 (2)         | 6              | 7 (5)          | 23 (7)       | 33   |
| 11   | Юлия Бровкина        | 2001         | центральная | «Локомотив»        | 10             |                | 5 (3)          | 15 (3)       | 41   |
| 12   | Анна Лазарева        | 1997         | нападающая  | «Фенербахче»       | 6 (1)          | 6              | 7 (6)          | 19 (7)       | 90   |
| 13   | Евгения Старцева     | 1989         | связующая   |                    | 13 (12)        | 6 (6)          | 6 (2)          | 25 (20)      | 37   |
| 14   | Ирина Фетисова       | 1994         | центральная | «Динамо» М         | 14 (14)        | 6 (6)          |                | 20 (20)      | 94   |
| 15   | Татьяна Кошелева     | 1988         | нападающая  | «Валлефолья»       | 11 (7)         |                |                | 11 (7)       | 69   |
| 16   | Ирина Воронкова      | 1995         | нападающая  | «Локомотив»        | 14 (13)        | 6 (6)          |                | 20 (19)      | 245  |
| 17   | Татьяна Кадочкина    | 2003         | нападающая  | «Динамо-Ак Барс»   |                |                | 7 (1)          | 7 (1)        | 48   |
| 19   | Анна Подкопаева      | 1990         | либеро      | «Динамо-Ак Барс»   | 6 (0+6)        | 6 (0+6)        |                | 12 (0+12)    | —    |
| 20   | Екатерина Лазарева   | 1995         | связующая   | «Динамо-Ак Барс»   | 6 (1)          |                |                | 6 (1)        | 4    |
| 22   | Тамара Зайцева       | 1994         | либеро      | «Локомотив»        | 5 (0+5)        |                | 7 (0+7)        | 12 (0+12)    | —    |
| 23   | Ирина Капустина      | 1998         | нападающая  | «Липецк»           | 5              |                | 7 (2)          | 12 (2)       | 46   |
| 24   | Екатерина Пипунырова | 2000         | нападающая  | «Динамо» М         | 8 (1)          |                |                | 8 (1)        | 2    |
| 25   | Ксения Смирнова      | 1998         | нападающая  | «Уралочка-НТМК»    | 14 (1)         | 6              | 7 (5)          | 27 (6)       | 132  |
| 26   | Екатерина Енина      | 1993         | центральная | «Динамо» М         |                | 4              | 7 (7)          | 11 (7)       | 39   |

Клубы указаны по состоянию на начало сезона 2021—2022.
- Главный тренер — Серджо Бузато.
- Тренеры — Юрий Булычев, Николай Коренчук.

Всего в 2021 году в составе сборной России играли 22 волейболистки, представлявшие 10 клубов (8 российских, 1 турецкий и 1 итальянский).